# Saint-Preuil

Saint-Preuil este o comună în departamentul Charente, Franța. În 2009 avea o populație de 312 de locuitori.